# 439 Ohio
För andra betydelser, se Ohio (olika betydelser).
439 Ohio eller 1898 EB är en asteroid i huvudbältet, som upptäcktes 13 oktober 1898 av den amerikanske astronomen Edwin Foster Coddington. Den har fått sitt namn efter Ohiofloden och den amerikanska delstaten Ohio.
Asteroiden har en diameter på ungefär 70 kilometer.